# Cochléaire des Pyrénées
Cochlearia pyrenaica
Espèce
Classification phylogénétique
La cochléaire des Pyrénées ou Cranson des Pyrénées (Cochlearia pyrenaica) est une espèce de plantes herbacées vivace de la famille des Brassicacées.

## Description
Plante haute de 10 à maximum 40 cm, feuilles basales luisantes, entières, à long pétiole, souvent réniformes, fleurs blanches, floraison de mai à aout.

## Habitat et distribution
Pelouses marécageuses, près des sources et des ruisselets d'eau claire et fraîche, contenant du calcaire dissous de préférence.
On la trouve en Suisse dans les Préalpes, dans les cantons de Berne et Fribourg, à proximité d’une source alcaline ou au bord d’un ruisseau.
Sa sensibilité aux changements physiques ou chimiques du milieu la rendent vulnérable.